# Muntslager

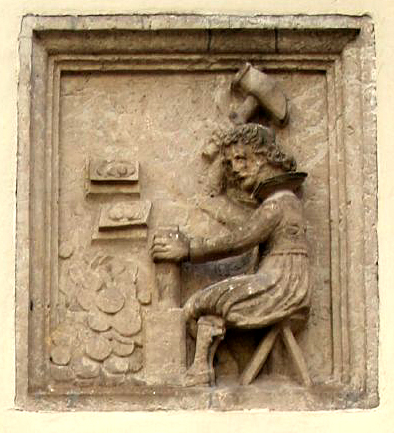
Een reliëf van een muntslager in Rostock, Duitsland.

Een muntslager is een ambachtsman die munten slaat. In vroegere tijden werd dit proces met de hand uitgevoerd, waarbij de muntslager een metalen schijfje (flan) tussen twee stempels plaatste en met een hamer een afdruk in het metaal sloeg. Dit gebeurde vaak in muntwerkplaatsen of muntateliers, die onder toezicht stonden van een muntmeester.  
Met de komst van mechanische muntpersen in de 17e en 18e eeuw werd het handmatige slaan van munten steeds minder gebruikelijk, maar de term 'muntslager' bleef nog in gebruik om iemand aan te duiden die bij het productieproces van munten betrokken was. Tegenwoordig is het muntproductieproces volledig geautomatiseerd in officiële muntinstituten, zoals de Nederlandse Koninklijke Nederlandse Munt en tot 2018 in het Belgische Koninklijke Munt van België.